# Jihozápadní Město
Jihozápadní Město je označení pro komplex sídlišť v Praze, zahrnující sídlištní části katastrálního území Stodůlky a zároveň většinu městské části Praha 13. Má přes 65 000 obyvatel[nenalezeno v uvedeném zdroji]. Realizovaný návrh Jihozápadního Města vypracoval architekt Ivo Oberstein.

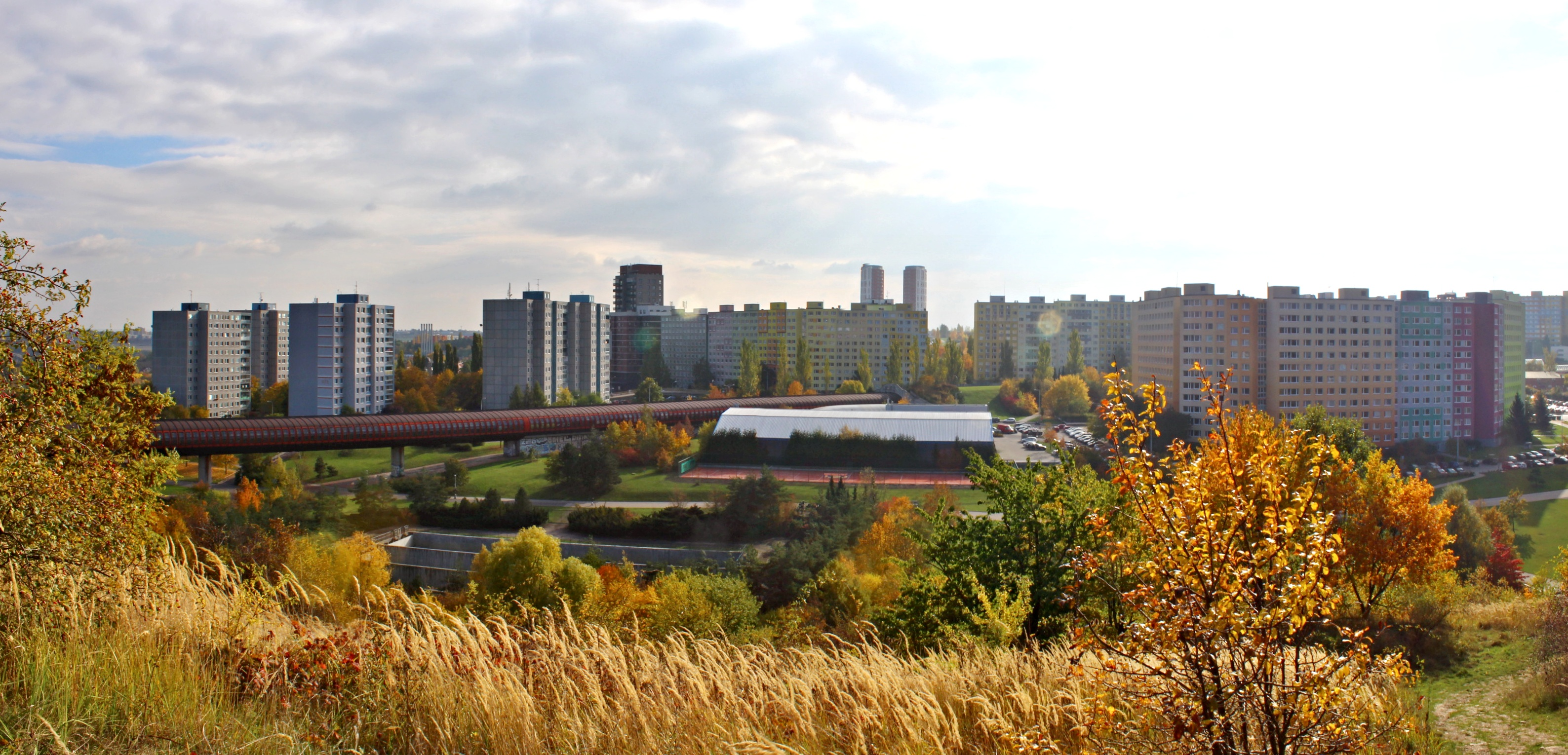
Sídliště Lužiny

Součástí je:
- sídliště Nové Butovice
- sídliště Lužiny
- sídliště Stodůlky
- sídliště Velká Ohrada

## Historie

### Území
První písemná zmínka o vsi Stodůlky pochází z poloviny 12. století, v roce 1849 se staly samostatnou obcí. Na přelomu 19. a 20. století dochází k rozvoji vilové zástavby a tím pádem ke vzniku nových obcí, například Malá nebo Velká Ohrada.

## Projekt
Po dvou nových panelových městech „v polích“ (Severní a Jižní Město) byla na urbanistické řešení třetího sídlištního celku za hranicemi předválečné Prahy – na Jihozápadní Město v území od Jinonic po obec Stodůlky – ke konci roku 1967 vypsána další anonymní celostátní soutěž.
V této soutěži v konkurenci šestnácti dalších návrhů vyhrál návrh urbanistického řešení vypracovaný tehdy třiatřicetiletým Ing. arch. Ivo Obersteinem, projektantem – urbanistou z Útvaru hlavního architekta hl. m. Prahy. Mezi hlavní výhodu jeho návrhu patřil otevřený konec metra, ostatní návrhy údolí Prokopského potoka objížděly po vrstevnici a vytvořily trasu ve tvaru písmene U, s koncem v místech dnešní Velké Ohrady.

### Vítězný návrh
Urbanistická koncepce Jižního Města, kterou vytvořil společně s arch. M. Vaicem a Ing. Z. Balcarem a s níž získali v soutěži druhou cenu, byla založena na funkční ose – na trase rychlé tramvaje.
V roce 1968 systém metra vítězí nad systémem rychlé tramvaje, a proto byl tento návrh vytvořen již s páteřní trasou metra, jako rychlodráhové pásové město. Obytné čtvrtě byly navrženy jako „korálky navlečené na trasu metra“ tak, že 70% obyvatel nebylo od metra vzdáleno dále než 8 minut chůze. Tyto stanice se pak měly stát důležitými místy ve středu obytné zástavby.
Nová zástavba byla rozdělena do lokalit Stodůlky, Lužiny, Nové Butovice a Velká Ohrada, přičemž původní obce měly být zachovány. Tyto lokality byly navrženy jako samostatné, urbanisticky svébytné městské celky. Mezi nimi, v mělkém údolí Prokopského potoka, jež bylo ve výkresu o geologickém prostředí vyznačeno jako nevhodné pro stavby, byl dobrý základ pro vybudování velkého parku.

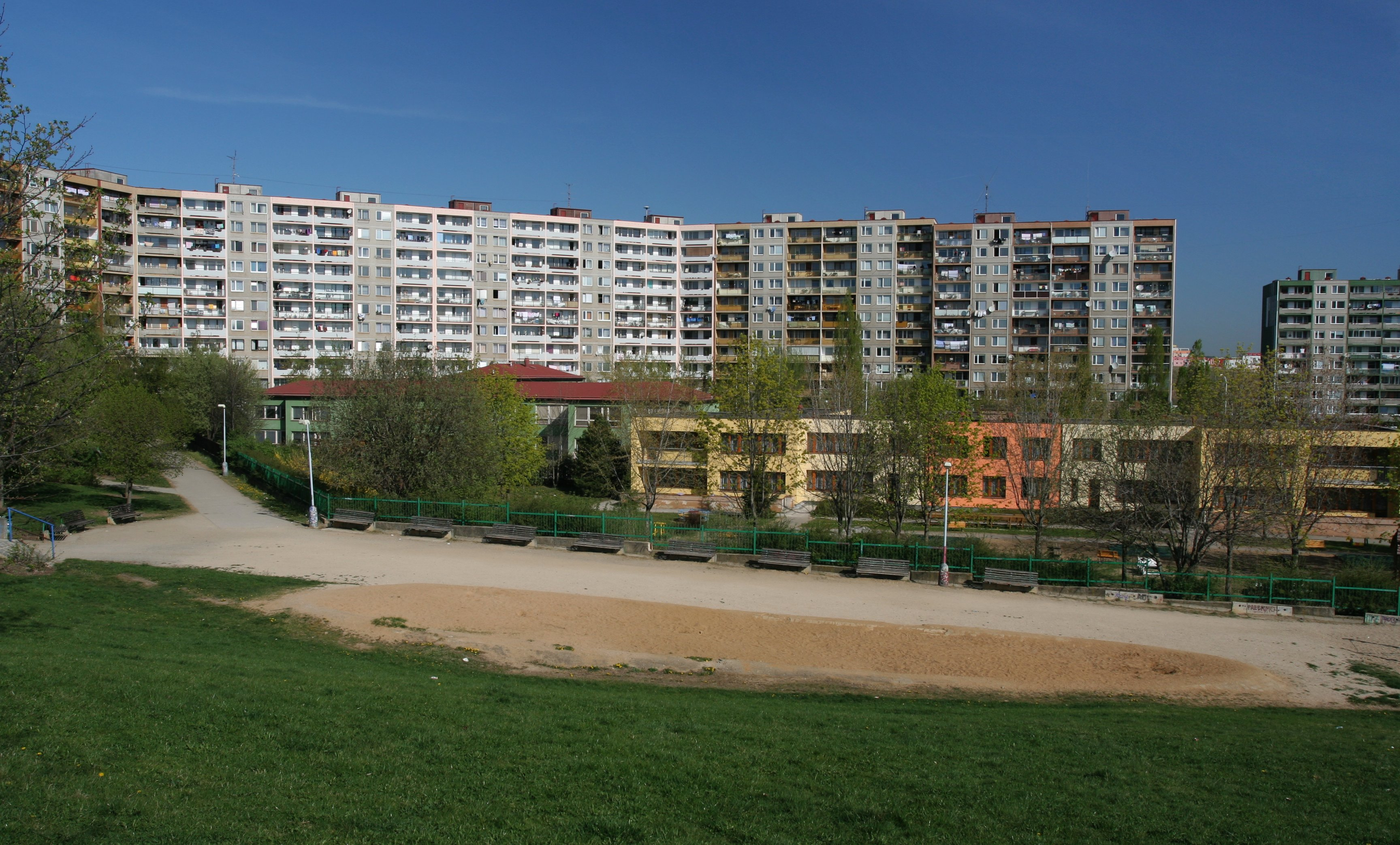
Rondel se sekcemi o úhlu 135° na sídlišti Lužiny

V tomto projektu se také zrodila rohová sekce (90°) paneláků a sekce s úhlem 135°. Díky tomu vznikly vnitrobloky, které lidé nazvali rondely. Jejich výhodou je nepřítomnost aut, což bylo záměrem architekta.
Pro „sběrné komunikace“ (10 000 aut za den) byly vyprojektovány mimoúrovňové přechody (lávky) pro bezpečnější pohyb na a mezi sídlišti.
Jihozápadní Město má i svou pěší tepnu. Vede celou oblastí, především středy obytné zástavby (rondely) a hojně využívá již zmíněné lávky. Vede po ní také cyklostezka ŘE-HL (Řepy –Hlubočepy).

### Podrobný územní plán
Kvůli nedostatku místa v ateliéru Útvaru hlavního architekta Prahy přešel Ing. arch. Ivo Oberstein do ateliéru RODAS, kde byl sestaven malý tým, který rozpracoval původní projekt a vytvořil Podrobný územní plán Jihozápadního Města pro 80 000 obyvatel, dnešní terminologií regulační plán. Na návrhu inženýrských a dopravních sítí spolupracovali s týmem projektantů – specialistů pod vedením Ing. Miroslava Řihoška.
Plán byl ještě v témže roce (1970) schválen, další podrobnější zastavovací plány pro jednotlivé oblasti vycházely z hlavních zásad Podrobného územního plánu.
Vedením Projektového ústavu hl. m. Prahy bylo v roce 1977 rozhodnuto, že se Velká Ohrada bude projektovat samostatně, a tak práci dostal jiný tým, který původní Obersteinovu myšlenku změnil.

## Stavba

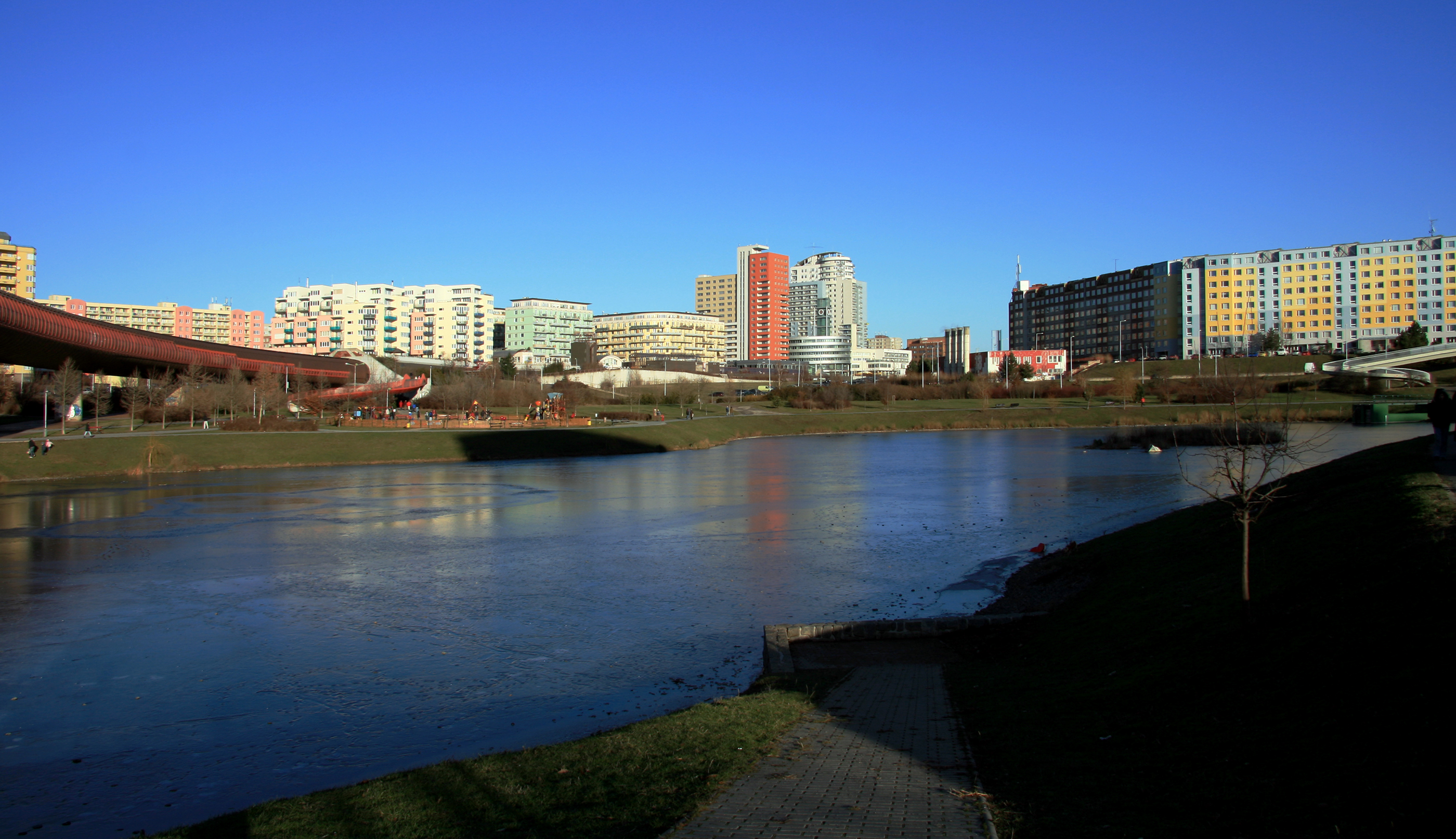
Pohled na sídliště Nové Butovice přes Nepomucký rybník. Vpravo ještě paneláky, vlevo již novější, zděné domy. 2009

1. července 1974 bylo území Stodůlek a Řeporyj jako jedno z mnoha připojeno k Praze. I přesto bylo území „zaostalé“. Nebyly zde přístupové cesty, energie, kanalizace…, to vše se muselo postavit.
V roce 1976 byla zahájena výstavba inženýrských sítí, a jelikož se jejich dokončení nestihlo, tak se stavěly inženýrské sítě, přístupové cesty i panelové domy najednou. Stavělo se od západu, obytným souborem Stodůlky, kam se první lidé nastěhovali v roce 1982. Následovaly Lužiny, Velká Ohrada, mezitím metro a všechny přivaděče z Prahy a nakonec Nové Butovice.
Po revoluci v roce 1989 byla stavba rozestavěného sídliště Nové Butovice zakonzervována. Vzhledem k tomu, že panelové domy byly již z velké části dokončeny, bylo rozhodnuto sídliště dokončit. Proto jsou Nové Butovice jedním z posledních českých panelových sídlišť, dokončených až v 1. polovině 90. let.

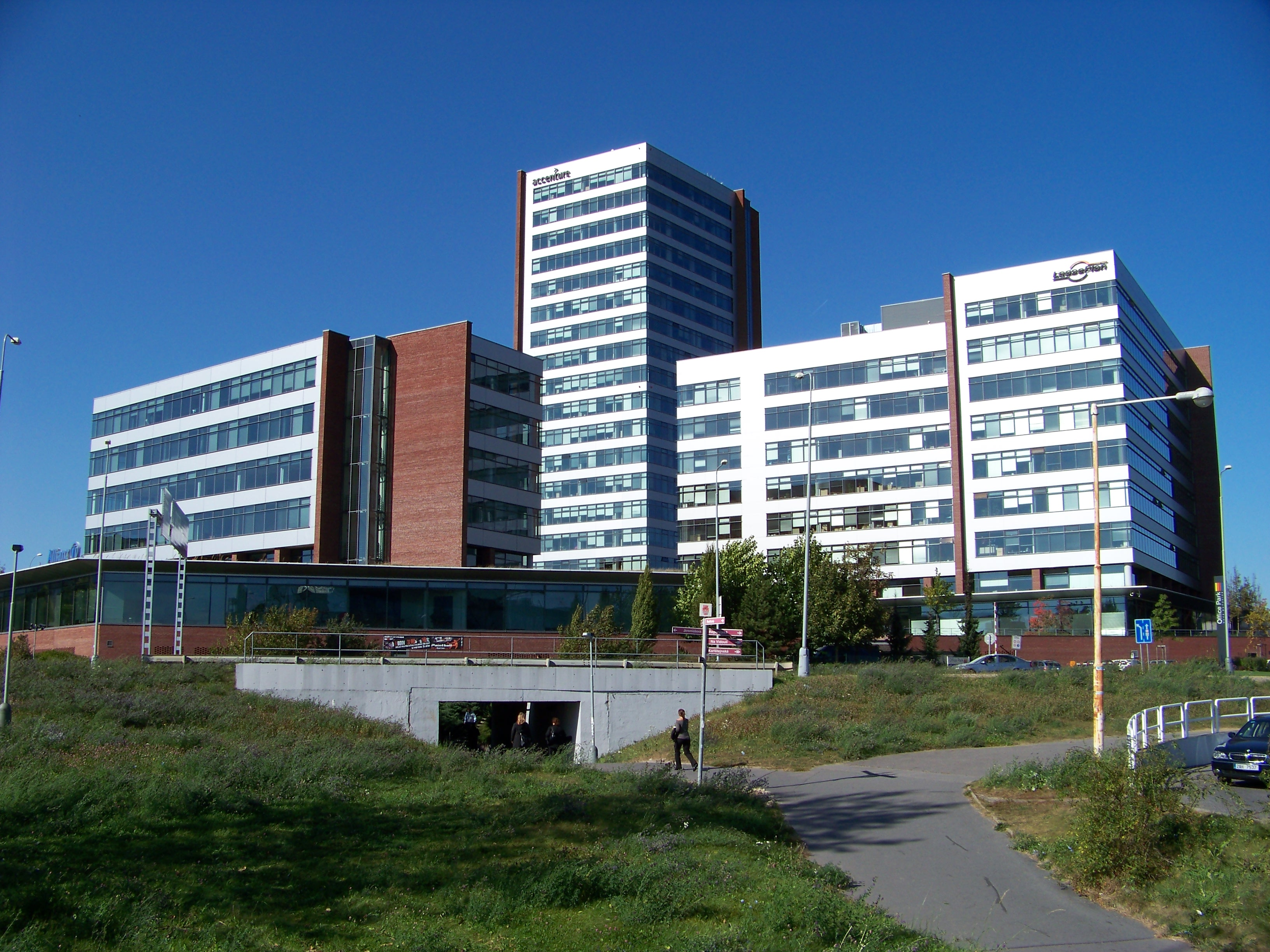
Budovy A, D a B Office parku Nové Butovice, 2011

## Současnost
Ani po dostavbě panelových domů nebyla výstavba ukončena, pouze byly změněny technologie. Zbytek, nejen Nových Butovic, je dokončován již kvalitnějšími, zděnými domy. Mezi „kvalitnější“ stavby tak patří například Office Park Nové Butovice přímo u metra stejnojmenné stanice či blok v ulici Bašteckého.
Díky dobré dopravní dostupnosti, především metrem, výstavba pokračuje i v současnosti, a proto dnes patří Jihozápadní Město mezi nejvíce přirůstající městské části s velmi mladým obyvatelstvem.
V novém tisíciletí tak byly postaveny například byty v ulici Klausova, dále byty mezi ulicemi Pod kulturním domem a Pod hranicí, mezi posledními pak rezidence Prokopský vrch (Malá Ohrada) a Prague towers (Velká Ohrada) anebo kanceláře severně od autobusového terminálu Nové Butovice.

## Obyvatelstvo
Na Jihozápadním Městě žije vysoký počet cizích státních příslušníků; v roce 2018 tvořil podíl cizinců až 40 %, z toho byla zhruba třetina Ukrajinců a o něco méně obyvatel se přistěhovalo z Ruska a Běloruska. S velkým odstupem je následují migranti z dalších země. (Při sčítání lidu v roce 2011 byl podíl cizinců v této čtvrti přibližně 28 procent.)

## Centrální park
Již v původním návrhu byl navržen velký park, tvořící klín zeleně, jenž by tvořil zelenou páteř nového sídliště. Centrální park geologicky náleží do Prokopského údolí a jeho rozloha je 39,12 ha.
Park se začal budovat již v 80. letech 20. století, ale hlavních úprav se dočkal až v letech 2001 a 2002. Po vykoupení pozemků od soukromých osob, bylo z finančních prostředků hl. m. Prahy území nejprve vyčištěno a po úpravě terénu byly vytvořeny dva chovné rybníky (retenční nádrže - Stodůlecký a Nepomucký) a umělý meandr navazující na hráz Nepomuckého rybníka. Dále byla vybudována síť cest, lávky přes Prokopský potok, nové lavičky a informační tabule. Tyto stavby doplnila rozsáhlá výsadba nových stromů, keřů a parkového trávníku.
V následujících letech byla vybudována různá volnočasová zařízení. V květnu 2004 hřiště u Nepomuckého rybníka, doplněné o keramické skulptury „Táta a máma“ ateliéru manželů Koláčkových, které bylo v března 2006 rozšířeno a nyní je největší na Praze 13. Dále veřejné minigolfové hřiště s 18 drahami a navazující malé dětské hřiště z října 2006 na nejzápadnějším konci parku, tři hřiště na petanque, dvě sportoviště pro míčové hry a venkovní posilovna vybudovaná v roce 2009. K posledním výraznějším změnám došlo v roce 2011, kdy byla realizována výsadba trvalek a vznikla pikniková loučka s akátovými dřevěnými sedátky a lehátky podle návrhů výtvarníka Jiřího Kašťáka. V parku je k dispozici také kuželkárna a dráha pro inline brusle.
V dolní části parku, u křižovatky ulic Jeremiášova a Pod hranicí, je umístěná 3,6 metru vysoká socha svatého Jana Nepomuckého z bílého pískovce, vytvořená Petrem Veselým z Hořic. Technickou zajímavostí je most (tubus) metra architekta V. Krause, který překonává údolí Prokopského potoka až 17 metrů nad terénem a spojuje stanice Hůrka a Lužiny. Je dlouhý 375 metrů a jeho okna se při vjezdu postupně zvětšují, aby nedocházelo k oslnění cestujících. V parku je také začátek 470 kilometrové dálkové cyklotrasy Greenways Praha–Vídeň. Výraznou dominantou je také halda.

### Makču Pikču
Halda, přezdívaná Makču Pikču, byla vytvořena při stavbě. Podle původního návrhu se měl mírný svah na jižním konci vyrovnat, aby bylo možné postavit fotbalové hřiště. Namísto plánovaných 100 000 m³ zeminy ale bylo na černo navezeno přes 1,5 milionu kubíků zeminy z celého levého břehu Vltavy.
Mezi návrhy, co s haldou, která se navíc začala sesouvat, se objevil odvážný Obersteinův návrh, který plánoval vytvořit na jižní straně pomocí pilotů od Metrostavu umělou horolezeckou stěnu. Za tento návrh byl sice oceněn, k jeho realizaci už nedošlo.
V roce 2004 byla halda zmenšena a rekultivována a také na ní byla vybudována fourcrossová dráha. Dnes již tvoří běžnou součást parku a je z ní krásný výhled na celý Centrální park. Je též využívána k různým akcím, jako například Běh za Ježíškem nebo fourcrossové závody na zdejší trati.

Panoramata Centrálního parku
Nepomucký rybník v Centrálním parku. V pozadí sídliště Nové Butovice. 2010
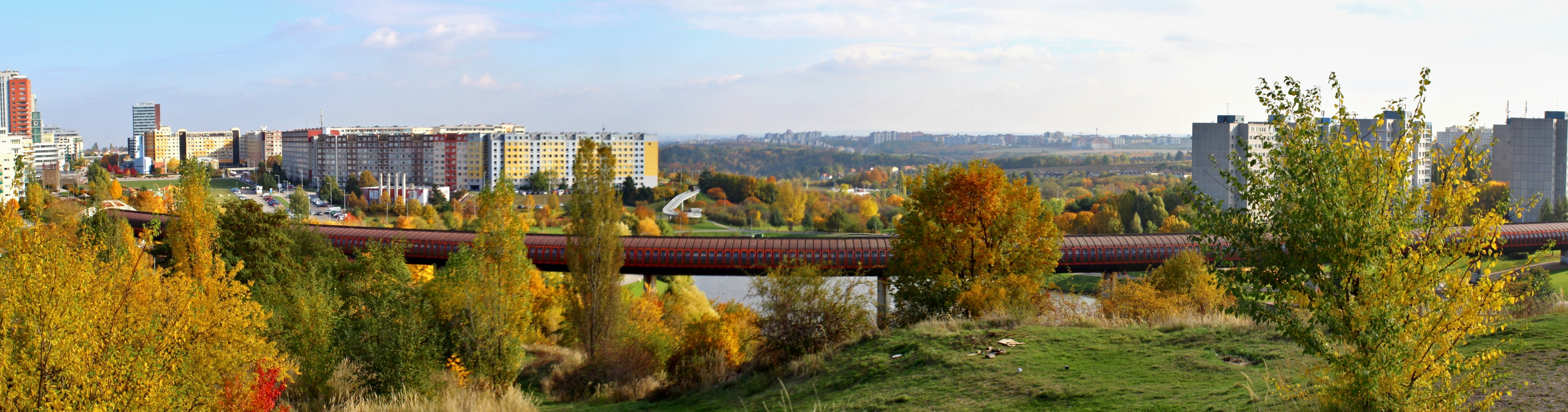
Pohled na Nepomucký rybník z Makču Pikču

## Doprava

### Veřejná doprava
V listopadu 1988 bylo metro B prodlouženo do stanice Nové Butovice (tehdy Dukelská), došlo tak k přetrasování a zkrácení stávajících autobusových linek do této stanice a vzniklého obratiště.
Díky navrženému depu na Zličíně byla stavba metra V. B upřednostněna před prodloužením na východě, a tak byla 11. listopadu 1994 hlavní funkční osa, metro B, s pěti stanicemi Hůrka, Lužiny, Luka, Stodůlky a Zličín zprovozněna. Autobusové linky byly opět přizpůsobeny. Od té doby k výraznějším změnám nedochází.
Z oblasti Řeporyj jsou autobusy vedeny ke stanici metra Luka a do obratiště Sídliště Stodůlky. Velká a Malá Ohrada jsou napojeny na Luka a Nové Butovice, původní obce Lužiny a Nová Kolonie taktéž.
Mezi důležité autobusové linky patřily linky 130 (Na Knížecí – Sídliště Stodůlky), 174 (Hradčanská – Velká Ohrada), 179 (Letiště Ruzyně – Nové Butovice), 225 (Letiště Ruzyně – Nové Butovice) a 235 (Nové Butovice – Velká Ohrada – Nové Butovice).
V rámci velkých změn v září 2012 bylo i v oblasti Jihozápadního Města provedeno několik úprav. Linky 174 (Velká Ohrada – Hradčanská) a 235 (Nové Butovice – Velká Ohrada) byly označeny jako metrobusy. Linky 130 (Sídliště Stodůlky – Na Knížecí), 142 (Nové Butovice – Nad Malou Ohradou), 149 (Nové Butovice – Dejvická), 184 (Nové Butovice – Petřiny), 211 (Nové Butovice – Velká Ohrada) a 219 (Nové Butovice – Bavorská) byly zrušeny, povětšinou z důvodu souběhu s jinými a nahrazeny jejich posílením, případně prodloužením jiných.
V souvislosti s dolaďováním metropolitní sítě MHD dochází od 29. 6. 2013 na území Jihozápadního Města k následujícím změnám:
- Linka 137 je v úseku U Waltrovky – Sídliště Stodůlky nově v provozu celotýdenně cca do 22:00.
- Linka 168 obsluhuje nově zřízenou zastávku Nárožní v ulici Bavorská
- Linka 179 je nově označena jako metrobus, tzn. zkrácení intervalů o víkendu z 30 na 15 minut.

Začínají zde také dvě příměstské linky. 301 (Luka – Chýnice) a 352 (Luka – Jinočany) provozované Dopravním podnikem hl. m. Prahy.
U stanice metra Nové Butovice je také zřízeno parkoviště P+R s kapacitou 57 míst a terminál příměstských i dálkových autobusových linek směrem na Beroun a Plzeň.

### Silniční doprava
Na severním okraji se nachází Rozvadovská spojka, volné pokračování dálnice D5. Již od její výstavby provizorně končí u ulice Bucharova a její pokračování, známé pod názvem Radlická radiála a vyprojektované už v původním návrhu, je zatím stále v nedohlednu. Prozatím je tedy hlavní a v zásadě jedinou komunikací, spojující oblast s Prahou čtyřproudá ulice Radlická, v 80. letech upravena pro takovouto zátěž. Alternativou může být též čtyřproudá (v úseku Jeremiášova – Nárožní dvouproudá) ulice Bucharova, vedoucí do Motola k ulici Plzeňská.
V oblasti jsou hlavní ulice Jeremiášova (čtyřproudá se středovým dělicím pásem), ohraničující Jihozápadní Město z jihu a Bucharova (na východě). Jako sběrné komunikace uvnitř sídlišť, napojující se na tyto hlavní, slouží ulice Oistrachova (sídliště Stodůlky), Mukařovského a Archeologická (sídliště Lužiny), Červeňanského (sídliště Velká Ohrada), Pod hranicí a Petržílkova (sídliště Nové Butovice) a silnice vedoucí ulicemi Armády, K Vidouli a Nárožní (původní zástavba, tj. Stodůlky a Nová Kolonie).

### Železniční doprava
Na území Jihozápadního Města se nenacházejí žádné železniční tratě, zastávky nebo stanice.

## Sport a kultura

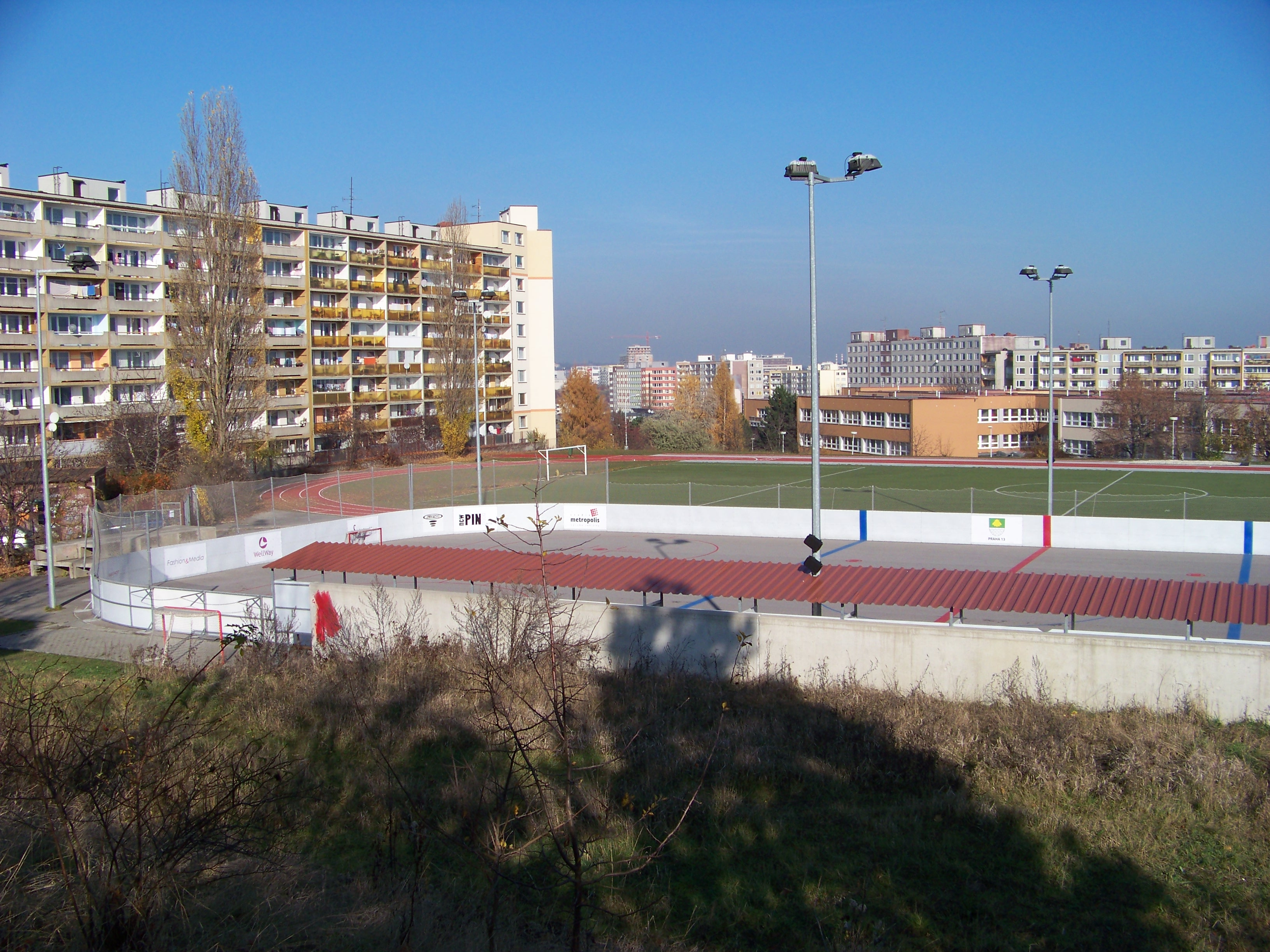
Školní hřiště u FZŠ Brdičkova

Radnice Prahy 13 zajišťuje v průběhu roku různé kulturní akce. V Kovářově ulici funguje Kulturní dům Mlejn, který byl po rekonstrukci znovuotevřen 10. 10. 2010.
Téměř každá škola disponuje sportovním zázemím, tj. školní hřiště.

## Služby
Při výstavbě sídlišť byly postaveny i stavby občanské vybavenosti.

### Školství
Na území se nachází 19 mateřských škol, jedna speciální a jedna soukromá, 9 základních škol, základní škola speciální, gymnázium a střední odborná škola.

### Zdravotnictví
Původně byla plánována nemocnice pro celé jihozápadní město na Velké Ohradě. Z plánu však sešlo a nejbližší nemocnice je v Motole. Pro zdravotnické účely slouží dvě polikliniky, Lípa v Nových Butovicích a Poliklinika Stodůlky (přezdívaná "Kostka") v ulici Hostinského, poblíž autobusové zastávky Sídliště Stodůlky a zdravotní středisko na jihovýchodě Velké Ohrady.

### Nakupování

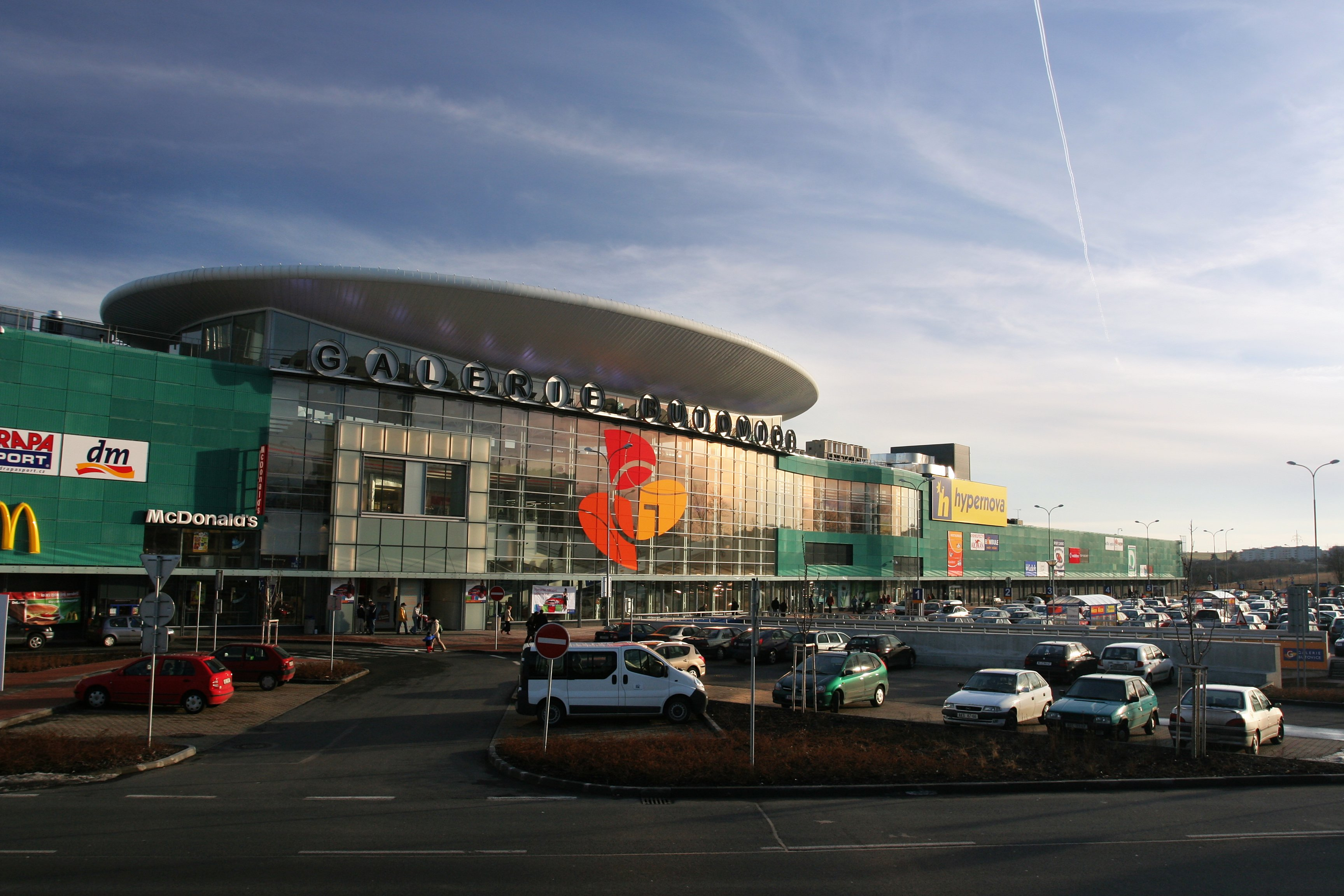
Nákupní centrum Galerie Butovice, 2006

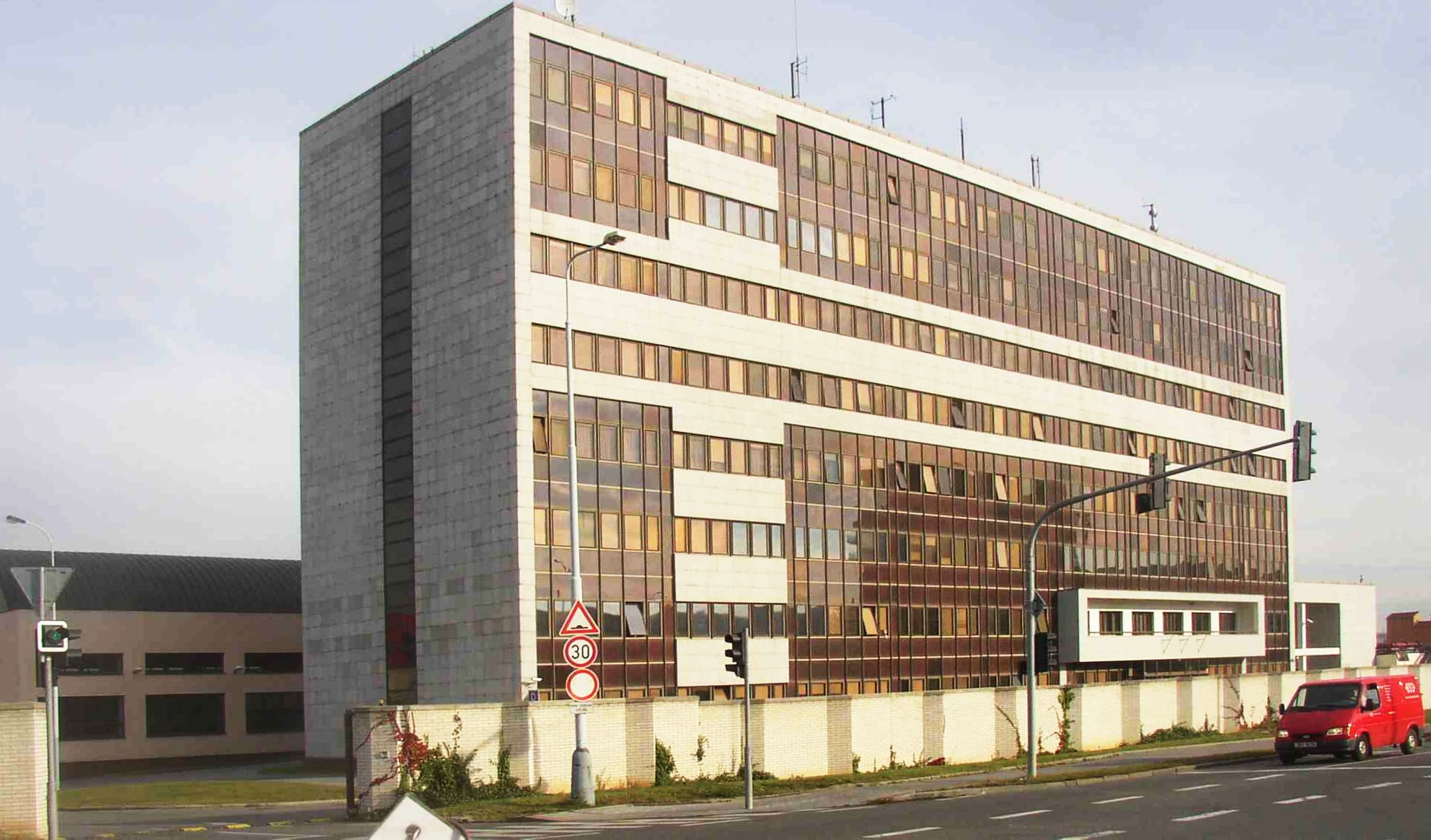
Budova Bezpečností informační služby v Nárožní ulici, 2006

V oblasti je kromě supermarketů i několik hypermarketů. Nachází se zde také nákupní centrum Galerie Butovice, které bylo postaveno na místě původního závodu ZPA – Závody průmyslové automatizace. Nedaleko odtud, na Zličíně, se nachází nákupní centrum Metropole Zličín, Avion Shopping Park a hypermarket Globus.

### Instituce
Sídlí tu Bezpečnostní informační služba.

## Jihozápadní Město II
Myšlenka Západního Města (tento název byl tehdy politicky nepřijatelný) se objevila již v roce 1972, kdy byla zpracována studie. Pro tento nový celek byla stanice Stodůlky postavena s připraveným větvením metra směrem k Třebonicím.
V roce 2008 byla zahájena výstavba 1. etapy Západního Města, tzv. Britské čtvrti. Celé by mělo vyrůst do 15 let (2023) a bude složeno z několika čtvrtí, které se od sebe budou architektonicky i stylově mírně odlišovat.

## Sousední čtvrti
- Motol
- Řepy
- Zličín
- Třebonice
- Řeporyje
- Jinonice
- Barrandov
- Západní město